# NGC 2305
NGC 2305 je galaksija u zviježđu Letećoj ribi.

## Vanjske poveznice
- SEDS: NGC 2305